# Phrynocephalus affinis
Phrynocephalus affinis är en ödleart som beskrevs av  Strauch 1876. Phrynocephalus affinis ingår i släktet Phrynocephalus och familjen agamer. Inga underarter finns listade i Catalogue of Life.